# Veciana
Veciana – gmina w Hiszpanii, w prowincji Barcelona, w Katalonii, o powierzchni 39,03 km². W 2011 roku gmina liczyła 169 mieszkańców.